# Vinson Chiu
Vinson Chiu (* 8. August 1998 in Newport Beach) ist ein US-amerikanischer Badmintonspieler.

## Karriere
Vinson Chiu siegte 2019 und 2022 bei den Peru International, 2023 bei den Maldives International. 2024 startete er bei den Olympischen Spielen in Paris. Im Mixed schied er gemeinsam mit Jennie Gai dabei schon in der Vorrunde aus ebenso wie im Doppel mit Joshua Yuan.

## Erfolge

### Panamerikaspiele
Mixed
| Jahr | Ort                                               | Partner    | Gegner                             | Ergebnis            | Resultat |
| ---- | ------------------------------------------------- | ---------- | ---------------------------------- | ------------------- | -------- |
| 2023 | Olympic Training Center, Santiago de Chile, Chile | Jennie Gai | Ty Alexander Lindeman Josephine Wu | 21–17, 17–21, 19–21 | Silber   |

### Panamerikameisterschaft
Herrendoppel
| Jahr | Ort                                                                             | Partner     | Gegner                          | Ergebnis            | Resultat |
| ---- | ------------------------------------------------------------------------------- | ----------- | ------------------------------- | ------------------- | -------- |
| 2022 | Palacio de los Deportes Carlos "El Famoso" Hernández, San Salvador, El Salvador | Joshua Yuan | Job Castillo Luis Montoya       | 20–22, 8–11ret.     | Silber   |
| 2023 | G.C. Foster College of Physical Education and Sport, Kingston, Jamaika          | Joshua Yuan | Kevin Lee Ty Alexander Lindeman | 21–17, 23–21        | Bronze   |
| 2024 | Teodoro Palacios Flores Gymnasium, Guatemala-Stadt, Guatemala                   | Joshua Yuan | Adam Dong Nyl Yakura            | 15–21, 21–19, 17–21 | Bronze   |

Mixed
| Jahr | Ort                                                           | Partner    | Gegner                    | Ergebnis            | Resultat |
| ---- | ------------------------------------------------------------- | ---------- | ------------------------- | ------------------- | -------- |
| 2024 | Teodoro Palacios Flores Gymnasium, Guatemala-Stadt, Guatemala | Jennie Gai | Presley Smith Allison Lee | 21–15, 15–21, 14–21 | Silber   |

### Juniorenpanamerikameisterschaft
Herrendoppel
| Jahr | Ort                                         | Partner      | Gegner                             | Ergebnis            | Resultat |
| ---- | ------------------------------------------- | ------------ | ---------------------------------- | ------------------- | -------- |
| 2015 | Centro de Alto Rendimiento, Tijuana, Mexiko | Raymond Hsia | Austin Bauer Ty Alexander Lindeman | 24–22, 10–21, 15–21 | Bronze   |
| 2016 | CAR la Videna, Lima, Peru                   | Brian Duong  | Ricky Liuzhou Cadmus Yeo           | 13–21, 21–14, 17–21 | Bronze   |

Mixed
| Jahr | Ort                                         | Partner     | Gegner                      | Ergebnis     | Resultat |
| ---- | ------------------------------------------- | ----------- | --------------------------- | ------------ | -------- |
| 2015 | Centro de Alto Rendimiento, Tijuana, Mexiko | Crystal Pan | Jason Ho-Shue Qingzi Ouyang | 15–21, 5–21  | Bronze   |
| 2016 | CAR la Videna, Lima, Peru                   | Jamie Hsu   | Brian Yang Katie Ho-Shue    | 14–21, 14–21 | Silber   |

### BWF International Challenge/Series
Herrendoppel
| Jahr | Wettbewerb                | Partner         | Gegner                          | Ergebnis            | Resultat |
| ---- | ------------------------- | --------------- | ------------------------------- | ------------------- | -------- |
| 2017 | USA International         | Tony Gunawan    | Daniel Benz Andreas Heinz       | 16–21, 21–14, 21–14 | Sieger   |
| 2021 | Mexico International      | Enrico Asuncion | Job Castillo Luis Montoya       | 16–21, 14–21        | Finalist |
| 2022 | Mexico International      | Joshua Yuan     | Ondřej Král Adam Mendrek        | 20–22, 19–21        | Finalist |
| 2023 | El Salvador International | Joshua Yuan     | Kevin Lee Ty Alexander Lindeman | 15–21, 18–21        | Finalist |
| 2024 | Uganda International      | Joshua Yuan     | Arjun M. R. Dhruv Kapila        | 14–21, 13–21        | Finalist |

Mixed
| Jahr | Wettbewerb              | Partner     | Gegner                                | Ergebnis            | Resultat |
| ---- | ----------------------- | ----------- | ------------------------------------- | ------------------- | -------- |
| 2019 | Uganda International    | Breanna Chi | Howard Shu Paula Lynn Obañana         | 9–21, 12–21         | Finalist |
| 2019 | Jamaican International  | Breanna Chi | Artur Silva Pomoceno Lohaynny Vicente | 17–21, 21–14, 19–21 | Finalist |
| 2019 | Peru International      | Breanna Chi | Osleni Guerrero Tahimara Oropeza      | 22–20, 21–9         | Sieger   |
| 2019 | Mauritius International | Breanna Chi | Howard Shu Paula Lynn Obañana         | 21–17, 21–16        | Sieger   |
| 2021 | Mexico International    | Jennie Gai  | Luis Montoya Vanessa Villalobos       | 21–17, 21–18        | Sieger   |
| 2021 | Mexico International    | Jennie Gai  | Nicolas Nguyen Alexandra Mocanu       | 21–13, 21–11        | Sieger   |
| 2022 | Mexico International    | Jennie Gai  | Naoki Yamada Moe Ikeuchi              | 15–21, 21–18, 10–21 | Finalist |
| 2022 | Peru International      | Jennie Gai  | Ty Alexander Lindeman Josephine Wu    | 22–20, 13–21, 23–21 | Sieger   |
| 2022 | Mexico International    | Jennie Gai  | Joshua Yuan Allison Lee               | 21–14, 22–24, 23–21 | Sieger   |
| 2023 | Mexico International    | Jennie Gai  | Ty Alexander Lindeman Josephine Wu    | 22–20, 21–16        | Sieger   |
| 2023 | Maldives International  | Jennie Gai  | Hoo Pang Ron Teoh Mei Xing            | 13–21, 18–21        | Finalist |
| 2023 | Peru International      | Jennie Gai  | Ty Alexander Lindeman Josephine Wu    | 18–21, 15–21        | Finalist |